# メタンフェタミン・ルールズ
メタンフェタミン・ルールズ（英語: Methamphetamine Rules、「覚醒剤は最高だ」の意）は、2023年7月に生まれたオーストラリアの男児につけられていた名前である。アナウンサー、ジャーナリストのカーステン・ドライスデールの息子。

## 概要
2023年7月、1人の男児が生まれた。同年9月、オーストラリア放送協会に勤める母親のカーステン・ドライスデールは、自らが担当するテレビ番組の視聴者から、「赤ちゃんにどんな名前をつけてもいいのか」という質問を受けた。これについてドライスデールは州当局に問い合わせたが回答を得られなかった。そのため、役所が非常識な命名を認めるのかを試すためにあえて「覚醒剤は最高だ」という意味を持つ「メタンフェタミン・ルールズ」という名前を自身の息子につけて届け出た。ドライスデールは「却下されるだろう」と見込んでいたが、州当局はこれを受理し、公式の出生証明書を発行した。
この経緯をドライスデールが番組で公表したところ、命名の在り方や役所の対応を巡る論争に発展し、州当局はチェックを強化する方針を打ち出すこととなった。ドライスデールには「子供の人生を弄んだ」などと厳しい批判が殺到したことから、同年12月に改名の手続きを取った。新しい名前は公表していない。ただし、改名前の名前は正式に変更された後も記録に残ることになる。